# Психо, но това е добре
„Психо, но това е добре“ (на корейски: 사이코지만 괜찮아; Saikojiman gwaenchana; на английски: It's Okay to Not Be Okay) е южнокорейски сериал, който се излъчва от 20 юни до 9 август 2020 г. по tvN.

## Сюжет
Мун Ганг-те живее с по-големия си брат Мун Санг-те, който има аутизъм. Те често се преместват от град в град, откакто Санг-те стана свидетел на убийството на майка им. Ганг-те работи като пазач в психиатрично отделение на всяко място, в което се установяват. Докато работи в болница, той се среща с известната писателка на детски книги Ко Мун-йонг, за която се говори, че има асоциално разстройство на личността.
Обстоятелствата карат Ганг-те да работи в психиатричната болница OK в град Сонгджин, същия град, в който всички те са живели на младини. Междувременно Мун-йонг формира романтична мания за Ганг-те, след като установява, че миналото им се припокрива. Тя го следва до Сонгджин, където триото (включително Санг-те) бавно започва да лекува емоционалните си рани. Те разкриват много тайни, търсят утеха един от друг и продължават напред в живота си.

## Актьори
- Ким Су-хьон – Мун Ганг-те
- Со Йе-джи – Ко Мун-йонг
- О Джунг-се – Мун Санг-те
- Пак Кю-йонг – Нам Джу-ри

## В България
В България сериалът е наличен в Нетфликс с оригинално аудио с български субтитри.